# Hoko korunkatý
Hoko korunkatý (Crax globulosa) je druh velkého plachého ptáka z čeledě hokovitých, který obývá odlehlé husté lesy na západě Amazonského pralesa. Z důvodu rychlého úbytku habitatu a lovu lidmi je považován za ohrožený druh.

## Rozšíření
Vyskytuje se v sezónně zaplavovaných nížinných deštných pralesích v povodí Amazonky na územích Kolumbie, Peru, Ecuadoru, Brazílie a Bolívie. Je i v období sucha silně vázán na vodu, téměř není ke spatření ve vzdálenostech větších než 300 m od břehů řek.
Jeho počty se o překot zmenšují a na některých obvyklých místech již není ke spatření. Odhaduje se, že celkový počet dospělých jedinců nepřevyšuje tisícovku. Soudí se, že na jeho vymírání nemají zásadní podíl přírodní predátoři. Jeho stavy klesají úměrně se zvýšeným počtem nových obyvatel okrajů pralesů se střelnými zbraněmi, kteří si jeho lovem vylepšují živobytí; je to přímý důsledek expanze těžebního průmyslu do dalších amazonských území. Podle IUCN je hoko korunkatý zařazen mezi ohrožené druhy.

## Popis
Hoko korunkatý je velký 80 až 90 cm a váží do 2,5 kg. Jeho peří je převážně černé barvy, samec má spodní část břicha a části ocasu bílé, samice skořicově hnědé. Peří bývá i slabě bílé mramorované, nohy jsou šedé. Nejnápadnější jsou u samce po obou stranách horní i spodní čelisti zobáku oranžové až šarlatové lalokovité chrupavčité výrůstky a stejně vybarvený, vzhůru rostoucí kulatý výrůstek na horní čelisti u kořene, mladí samci je mají vybarvené žlutě. Samice má jen oranžově červeně zabarvené ozobí. Zobák je silný, na konci má zahnutou špičku. Na hlavě vztyčené a směrem dopředu přehnuté peří vytváří korunku. Výrazná duhovka je tmavě hnědá. Vzájemně se ozývají pískavými zvuky, samci používají i hlubokých daleko slyšitelných tónů.
Jsou to poměrně špatní letci, létají jen na krátké vzdálenosti mezi stromy, po kterých se pohybují na svou velikost velmi obratně. Na stromech hřadují a stavějí si tam i neuspořádána hnízda, snaží se na stromy vzlétnout při ohrožení. Jsou to všežravci, živí se plody a semeny přímo na stromech nebo je sbírají v závislosti na ročním období na zemi. Tam také sbírají drobné vyplavené rybky, hmyz, korýše a jiné živočichy vyskytující se v zarostlých březích kolem vodních toků a v tropických lužních lesích, hledají si tam potravu většinou v párech nebo ve skupinkách s neodrostlými mláďaty. Jsou to plaší ptáci žijící skrytě a na nepřístupných místech, jejich sociální život ve volné přírodě není dosud plně pochopen.

## Rozmnožování
V červnu dochází po samčích námluvách k  páření a samice snese do hnízda, které stavějí se samcem společně, 2 až 6 vajec, někdy má samec pravděpodobně více samic. Inkubační doba trvá asi měsíc, po tu dobu se o zahřívání vajec stará pouze samice, samec střeží území. Vylíhnutá mláďata zůstávají s rodiči asi rok do doby plného osamostatnění. Je to nemigrující druh, odrostlá mláďata se v dospělosti rozptýlí jen po blízké oblasti, pářit se začínají ve dvou létech. V zajetí se může hoko korunkatý dožít i více než 20 let.

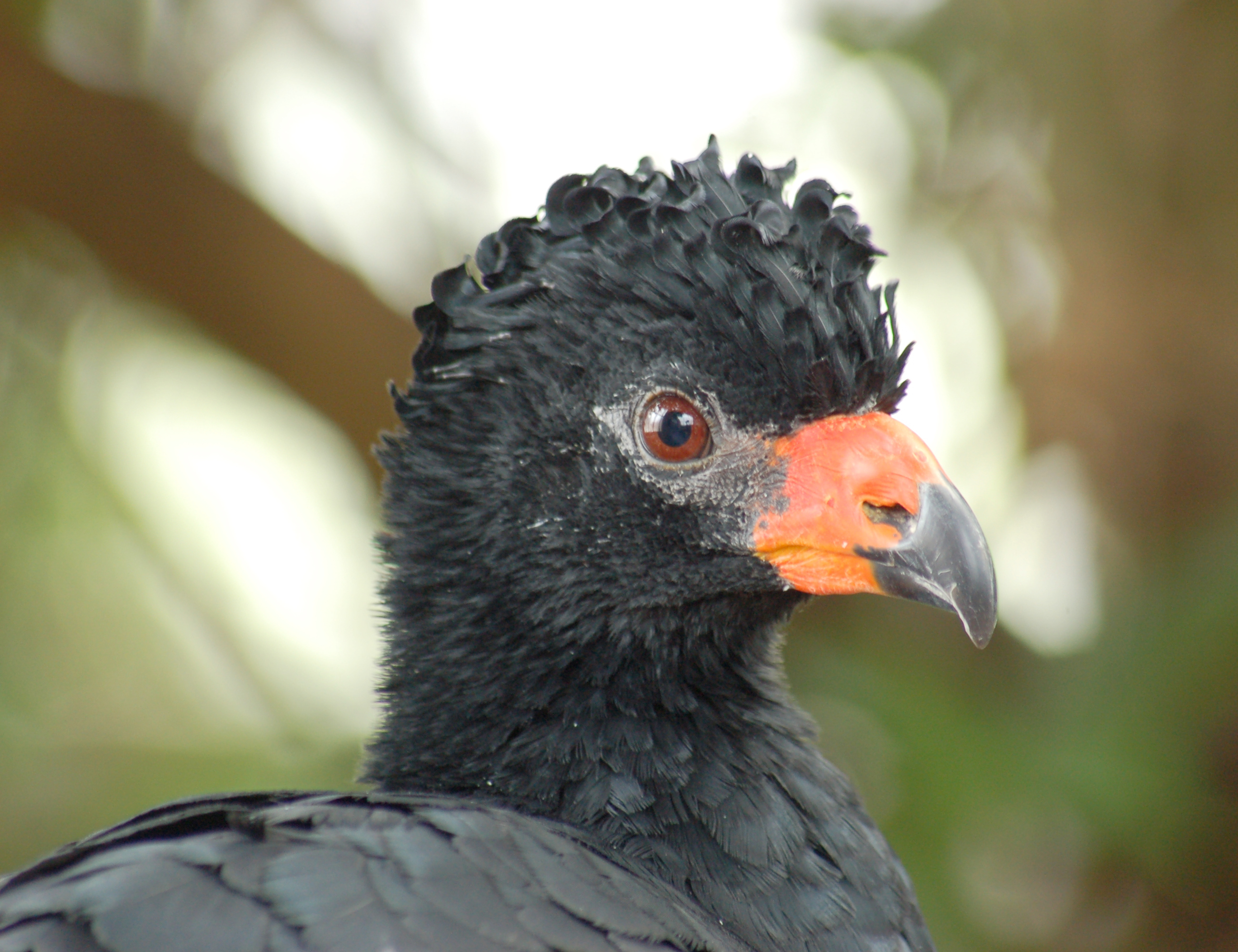
Hlava samice
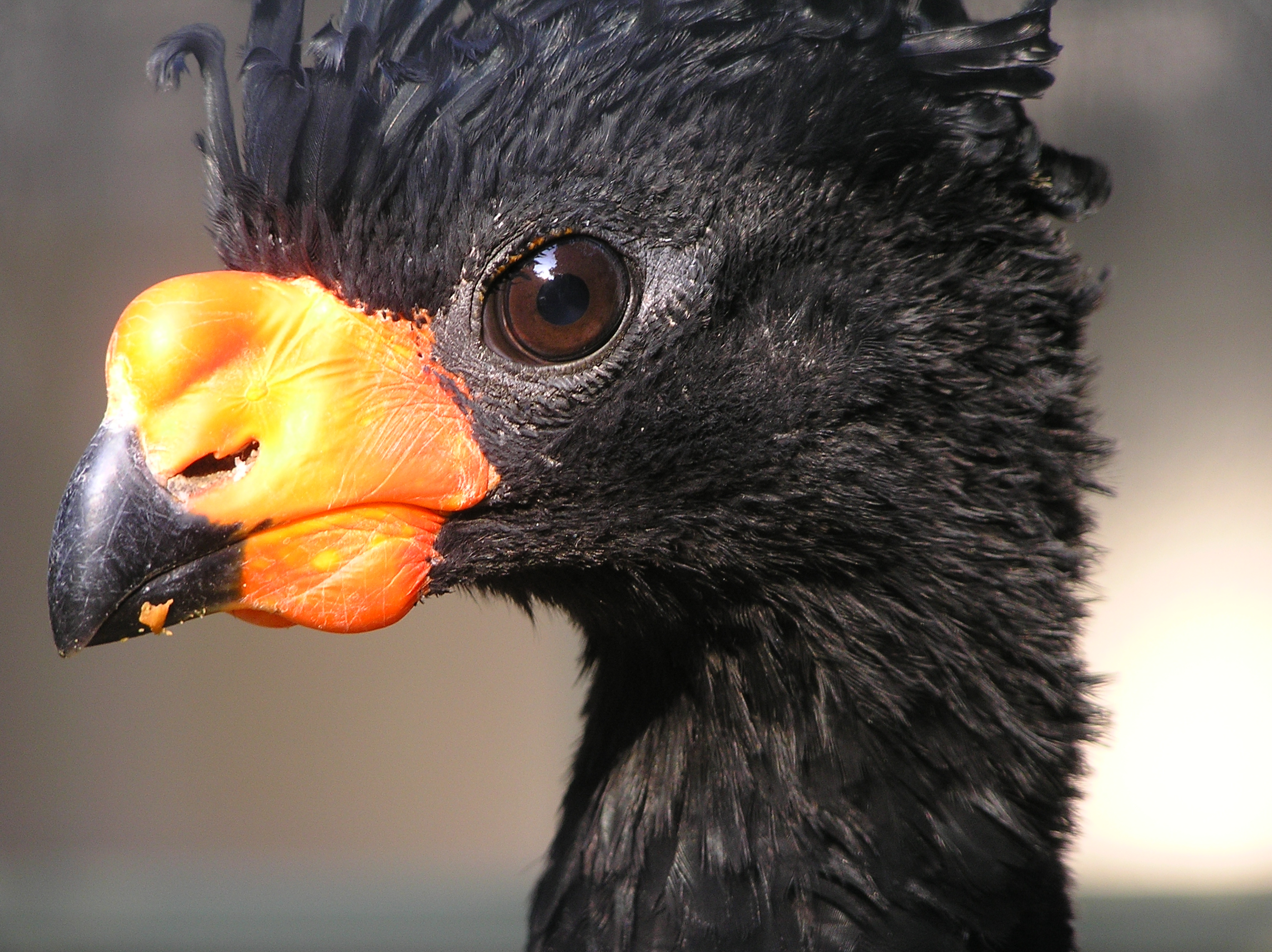
Hlava mladého samce